# Carbognano
Carbognano is een gemeente in de Italiaanse provincie Viterbo (regio Latium) en telt 1992 inwoners (31-12-2004). De oppervlakte bedraagt 17,2 km², de bevolkingsdichtheid is 111,19 inwoners per km².

## Demografie
Carbognano telt ongeveer 849 huishoudens. Het aantal inwoners daalde in de periode 1991-2001 met 4,7% volgens cijfers uit de tienjaarlijkse volkstellingen van ISTAT.
| Jaar | Inwoneraantal |
| ---- | ------------- |
| 1991 | 2012          |
| 2001 | 1918          |

## Geografie
De gemeente ligt op ongeveer 394 m boven zeeniveau.
Carbognano grenst aan de volgende gemeenten: Caprarola, Fabrica di Roma, Nepi, Vallerano.

## Externe links

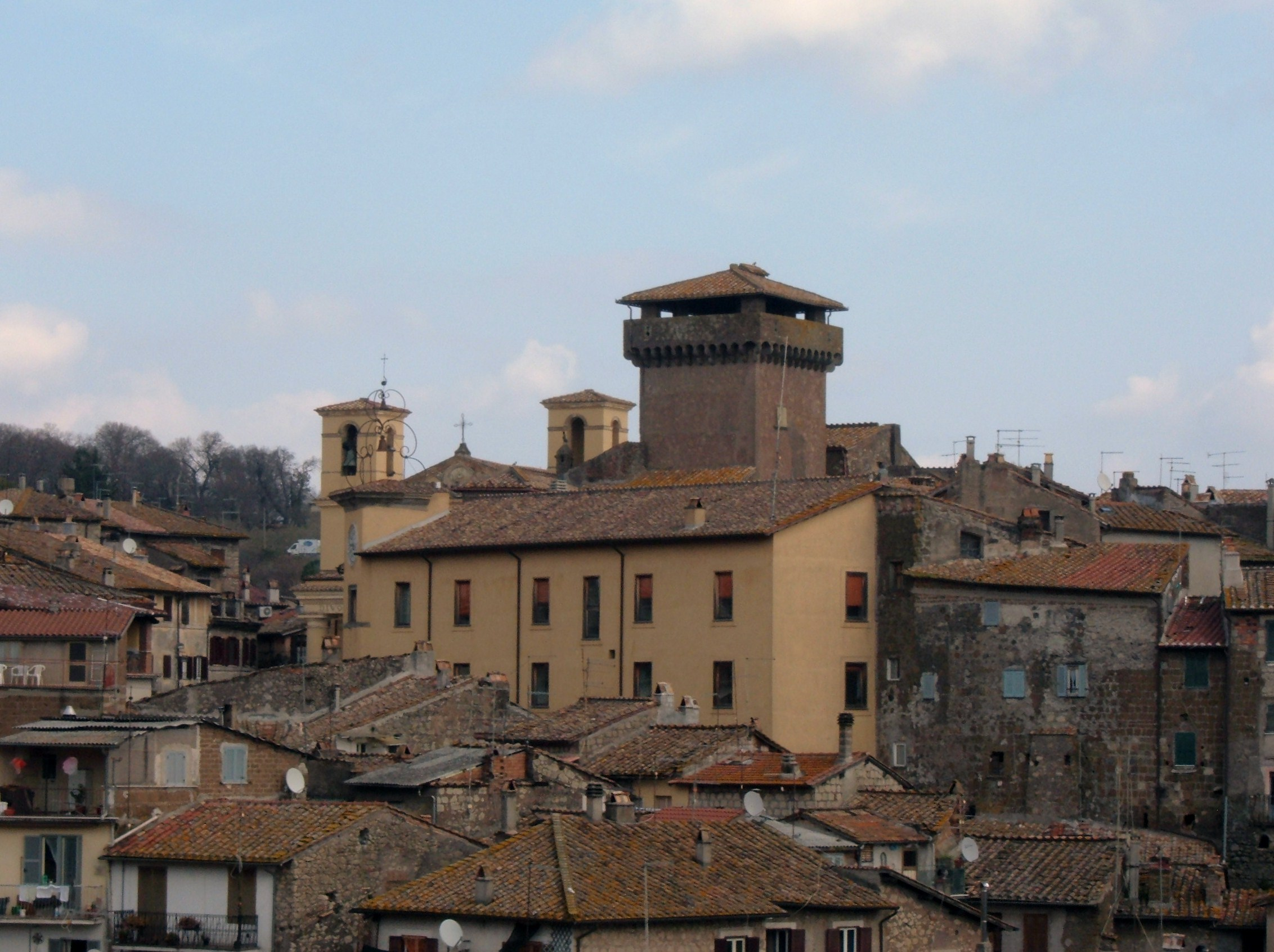
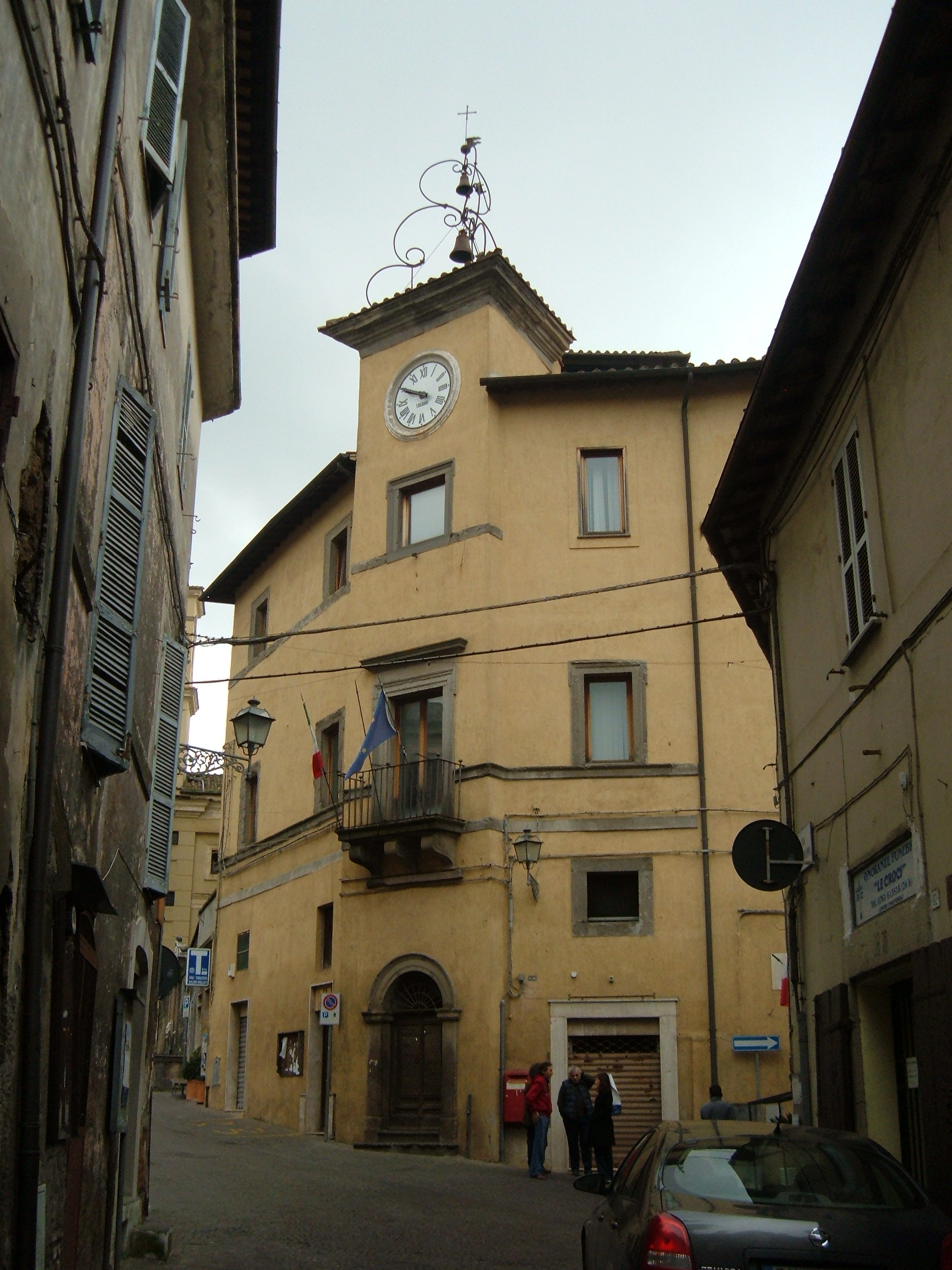
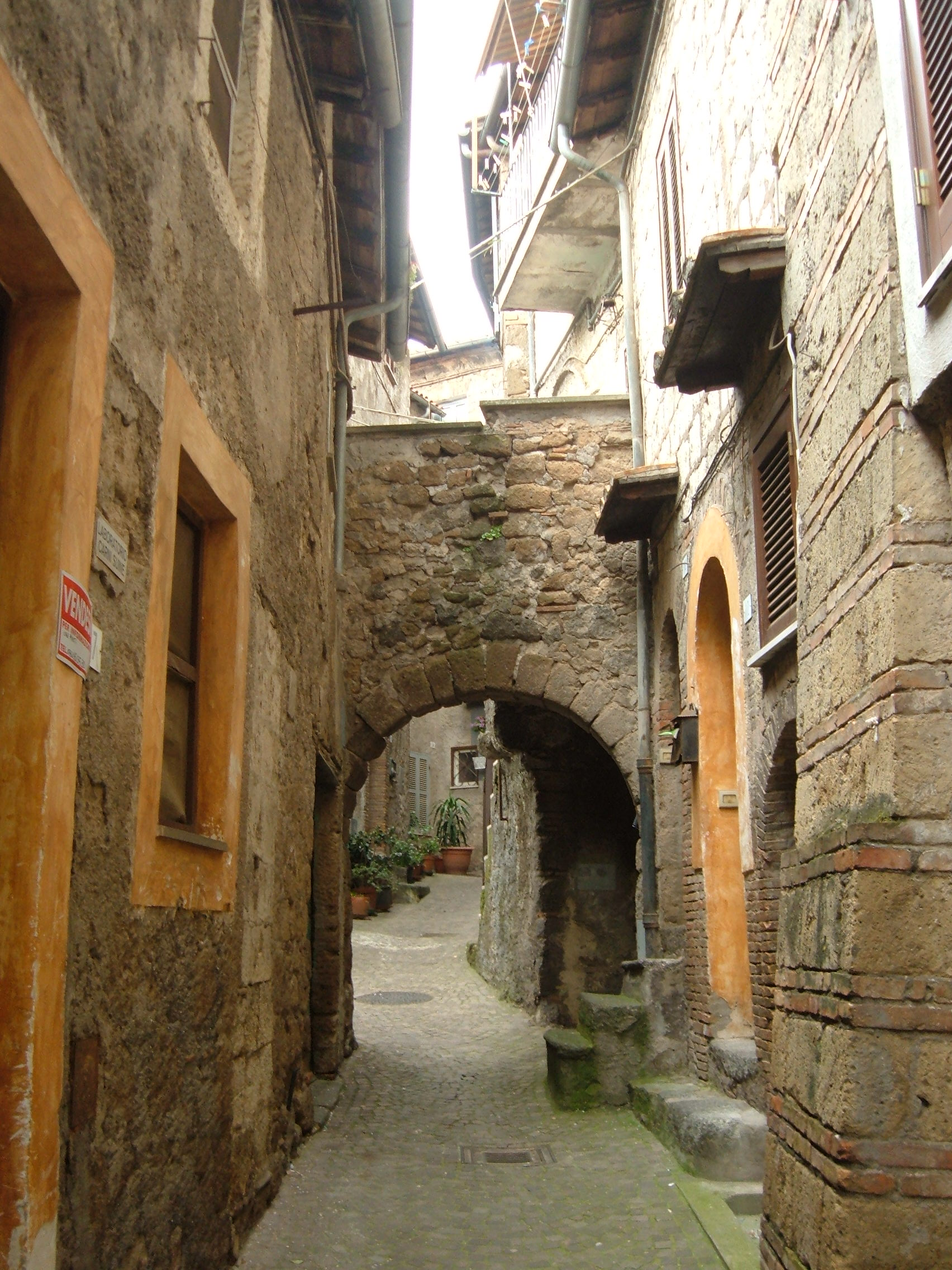
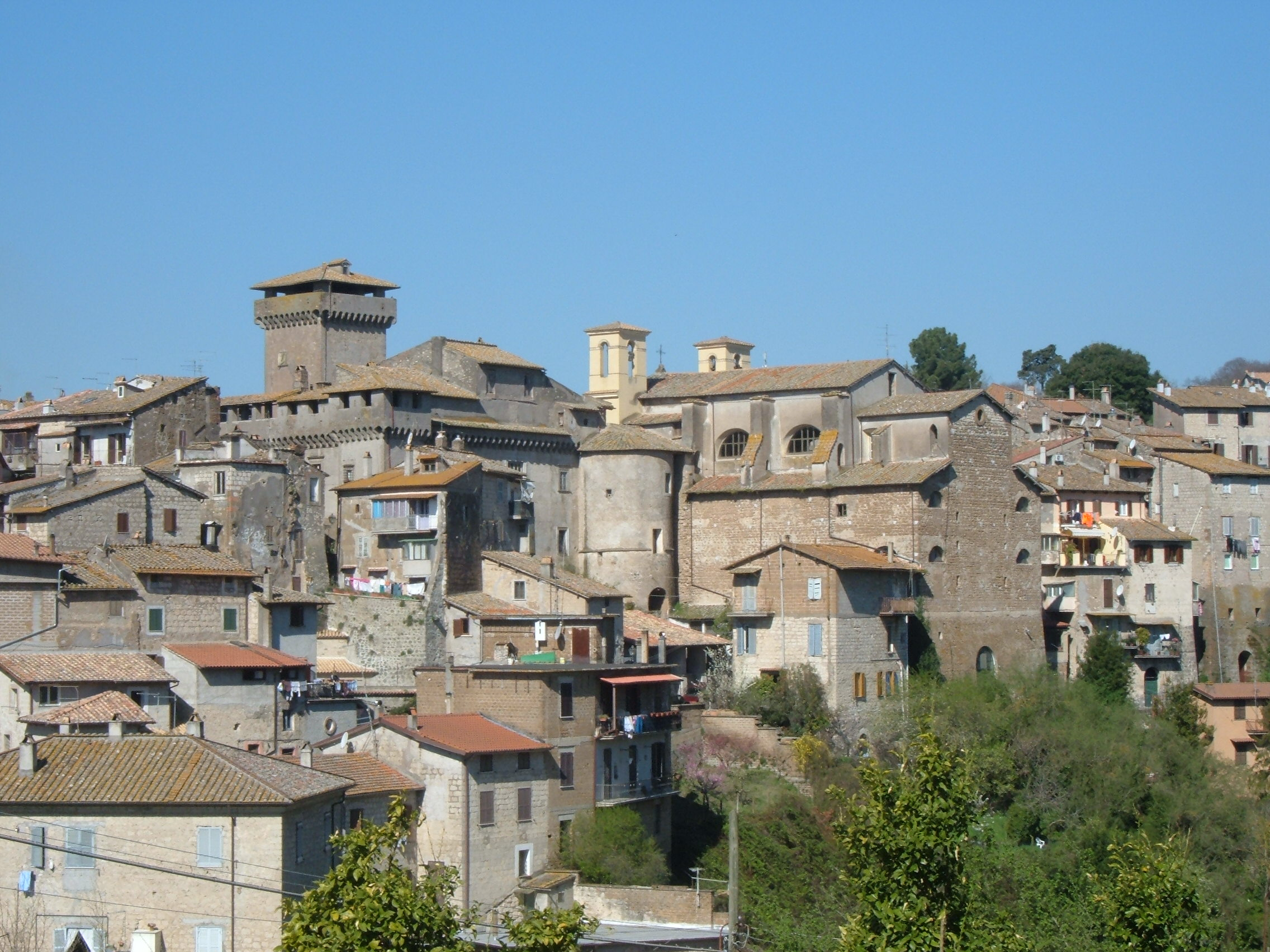